# Diarthrodes gravellicola
Diarthrodes gravellicola är en kräftdjursart som beskrevs av Soyer 1974. Diarthrodes gravellicola ingår i släktet Diarthrodes och familjen Thalestridae. Inga underarter finns listade i Catalogue of Life.